# Catastrophe du 8 octobre 2023 à Mbankolo - Yaoundé
La catastrophe du 8 octobre 2023 à Mbankolo est un glissement de terrain qui s'est produit à Mbankolo, un quartier de la commune de Yaoundé II dans la région du Centre au Cameroun. Il a fait environ 30 morts et de nombreux dégâts matériels.

## La catastrophe

### Contexte et causes
Au-dessus des habitations se trouvait un lac retenu par une digue. En contrebas se trouvaient des habitations.  
Des zones à risques sont identifiées et des projets de recasements sont prévus près du mont Messa. 
Le 8 octobre 2023, des habitants en contrebas sont pris dans un glissement de terrain qui emporte la digue vielle de plus de 100 ans qui a cédé sous 3 jours de pluie. Des occupants sont ensevelis. 

### Bilan
On dénombre au moins 30 morts.

## Réactions

### Secours
Les secours s'organisent en premier par les riverains et proches de victimes, qui déblayent les gravats pour secourir des victimes et retirer des corps et des biens. 

### Réactions des officiels
Le ministre de la communication se rend sur place.
Maurice Kamto rend un hommage aux victimes sur le terrain. Franck Biya se rend sur le site du drame,,,.

### Médias
La presse camerounaise et internationale couvre cette catastrophe et donne des bilans dès les premiers instants. Le drame se produit quelques heures après l'Attaque du Hamas contre Israël. 
Les photos et vidéos sont aussi largement diffusées sur les réseaux sociaux. 
Très présents sur les réseaux sociaux, de nombreux Camerounais expriment de la compassion.